# ERA B
ERA B (tudi ERA B-Type, ERA Type B) je bil drugi dirkalnik britanske tovarne English Racing Automobiles. V letih 1935 in 1936 je bil izdelanih trinajst dirkalnikov, z oznakami R1B, R2B, R3B, ... , R12B, R14B, ki so imeli 1.5L motor, z izjemo R4B in R12B, ki sta bila opremljena z močnejšim 2.0L motorjem. Prvi izdelan dirkalnik je dobil Richard Seaman, ki pa ni bil zadovoljen s tovarniškimi mehaniki, zato mu je dirkalnik za dirke pripravljal Giulio Ramponi, Seaman je z R1B dosegel pet zmag na dirkah tipa Voiturette, pred sezono 1936 pa je zapustil moštvo. Dirkalnik R2B je leta 1935 Princ Chula iz moštva White Mouse kupil svojemu bratrancu Princu Biri za 21. rojstni dan, kasneje je kupil še dirkalnik R5B. Z dirkalnikom R3B je v sezoni 1936 dirkal Marcel Lehoux in dosegel nekaj uvrstitev na stopničke. Večino ostalih dirkalnikov je bilo izdelanih za privatnike, ki so ga uporabljali vse do sredine petdesetih let.

## Popolni rezultati Formule 1
(legenda) (Odebeljene dirke pomenijo najboljši štartni položaj)
| Leto | Moštvo    | Motor       | Gume | Dirkač             | 1   | 2   | 3   | 4   | 5   | 6   | 7   | 8   |
| ---- | --------- | ----------- | ---- | ------------------ | --- | --- | --- | --- | --- | --- | --- | --- |
| 1950 | Privatnik | ERA 1,5 L6C | D    |                    | VB  | MON | 500 | ŠVI | BEL | FRA | ITA |     |
| 1950 | Privatnik | ERA 1,5 L6C | D    | Cuth Harrison      | 7   | Ret |     |     |     |     | Ret |     |
| 1951 | Privatnik | ERA 1,5 L6C | D    |                    | ŠVI | 500 | BEL | FRA | VB  | NEM | ITA | ŠPA |
| 1951 | Privatnik | ERA 1,5 L6C | D    | Brian Shawe Taylor |     |     |     |     | 8   |     |     |     |